# G1 (放送局)
座標: 北緯37度54分41秒 東経127度44分56秒 / 北緯37.9113737度 東経127.7490125度

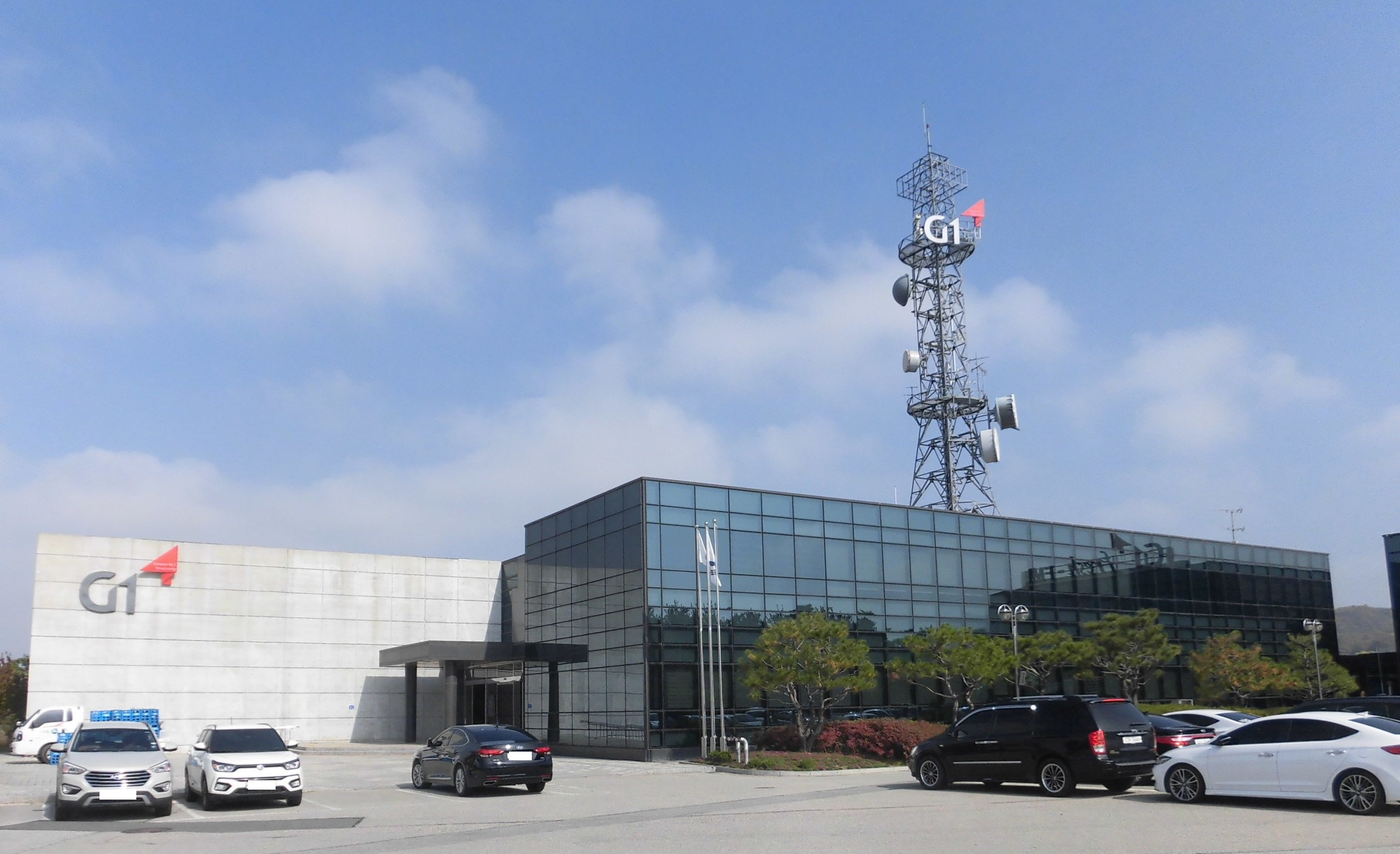
本社

株式会社G1（ジーウォン）は大韓民国の江原特別自治道を放送エリアとする民間放送局。略称はG1。2001年4月23日に設立して、2001年12月15日に開局。本社を江原特別自治道春川市に置く。
テレビ局とラジオ局はSBS系列局。リモコンキーIDは6-1。

## 略称変更について

### GTBからG1へ。
2001年テレビ放送開局から使われていたGTB(Gangwon Television Broadcasting Co.,Ltd)という略称を変える作業が進め始めたのは2011年の7月、視聴者から新しい略称を公募する公募展を行ったからである。1ヶ月間の応募期間を経て、同年8月2日には7人の当選者を決定、その中から新しい社名、G1に決定した。新しい略称、G1は創立記念日の10月10日から放送で使用し始めた。G1の意味は、Gangwon No.1 Broadcasting（吉本栞という意味もある）の略称で、江原道で唯一の道圏放送局として道民から一番親しまれる放送局、江原道の最高の放送局を目指すことである。なお、2021年1月より「G1江原民放」と称していた略称を「G1放送」に変更すると発表、放送や公式ホームページにおいても「G1放送」という呼び名を使うようになった。

## 本社・支社所在地
本社
- 大韓民国〒24210江原特別自治道春川市東面昭陽江路274（獐鶴里635）

嶺西本部
- 大韓民国〒26387江原特別自治道原州市市庁路28（茂実洞1720-7）

嶺東本部
- 大韓民国〒25515江原特別自治道江陵市ソルオロ5番キル33（校洞1891-3）

束草支社
- 大韓民国〒24853江原特別自治道束草市東海大路4236（校洞737-7）

ソウル支社
- 大韓民国〒07238ソウル特別市永登浦区国会大路800 汝矣島パラゴン436号（汝矣島洞13）

## 沿革
- 2001年4月23日 - 株式会社江原民放設立。
- 2001年12月15日 - テレビ放送開局。
- 2003年5月15日 - FM放送〈愛称 FreshFM〉開局。
- 2005年6月1日 - 地上デジタルテレビ開局。
- 2008年6月30日 - 地上波DMB開局。
- 2011年10月10日 - 略称をGTBからG1に変更。
- 2012年10月25日 - 地上アナログテレビ放送終了。

## 送信所・中継局一覧

### デジタルテレビ
- リモコンキーID：6-1
- 呼出符号（コールサイン）：HLCG-DTV

| 送信所 | 物理チャンネル | 空中線電力 |
| ------ | -------------- | ---------- |
| 華岳山 | K-40ch         | 2.5kW      |
| 大龍山 | K-16ch         | 1kW        |
| 多木里 | K-40ch         | 0.05W      |
| 原川里 | K-40ch         | 0.05W      |
| 江村   | K-40ch         | 0.05W      |
| 西川里 | K-40ch         | 0.05W      |
| 洪川   | K-43ch         | 90W        |
| 白雲山 | K-50ch         | 1kW        |
| 梅芝   | K-50ch         | 0.05W      |
| 泰岐山 | K-36ch         | 1kW        |
| 屯内   | K-36ch         | 0.05W      |
| 掛榜山 | K-16ch         | 1kW        |
| 草綠峰 | K-44ch         | 1kW        |
| 鳳凰山 | K-37ch         | 90W        |
| 咸白山 | K-16ch         | 500W       |
| 桶里   | K-16ch         | 0.05W      |
| 甑山   | K-16ch         | 0.05W      |

### アナログテレビ
- 呼出符号：HLCG-TV

| 送信所 | チャンネル | 空中線電力 |
| ------ | ---------- | ---------- |
| 華岳山 | K-57ch     | 30kW       |
| 白雲山 | K-54ch     | 10kW       |
| 掛榜山 | K-36ch     | 10kW       |
| 草綠峰 | K-50ch     | 5kW        |

### ラジオ
G1 FreshFM
| 送信所       | 周波数      | 空中線電力 | 呼出符号 |
| ------------ | ----------- | ---------- | -------- |
| 大龍山       | FM 105.1MHz | 3kW        | HLCG-FM  |
| ウィットコル | FM 103.1MHz | 500W       | HLCG-FM  |
| 掛榜山       | FM 106.1MHz | 1kW        | HLCG-FM  |
| 咸白山       | FM 99.3MHz  | 100W       | HLCG-FM  |
| 泰岐山       | FM 88.3MHz  | 1kW        | HLCG-FM  |
| 靑垈山       | FM 101.3MHz | 100W       | HLCG-FM  |

### 地上波DMB
G1 DMB
- 呼出符号：HLCG-TDMB

| 送信所 | 物理チャンネル（周波数） | 空中線電力 |
| ------ | ------------------------ | ---------- |
| 大龍山 | K-13Cch (214.736MHz)     | 2kW        |
| 白雲山 | K-13Cch (214.736MHz)     | 2kW        |
| 泰岐山 | K-13Cch (214.736MHz)     | 2kW        |
| 掛榜山 | K-13Cch (214.736MHz)     | 2kW        |

## 海外提携局
- 日本 北海道テレビ放送